# Marcos Flores
Marcos Abel Flores Benard (Reconquista, Provincia de Santa Fe, Argentina; 23 de octubre de 1985) es un exfutbolista argentino. Jugaba como mediocampista ofensivo o enganche y su primer equipo fue Unión de Santa Fe. Su último club antes de retirarse fue Adelaide City de Australia.

## Trayectoria
Debutó en Unión de Santa Fe el 17 de abril de 2004, contra Tiro Federal de Rosario, ingresando a los 22 minutos del segundo tiempo por Sebastián García. En este partido, a los 44 del segundo tiempo, convierte su primer gol con la camiseta rojiblanca.
En Unión jugó hasta mediados de 2006, cuando es cedido a Newell's Old Boys, a pedido expreso del técnico Nery Pumpido. El préstamo fue por un año, y con opción de compra, a cambio del pase de Paulo Rosales. En el equipo rosarino tuvo poca continuidad, pese a lo cual hicieron uso de la opción de compra, aunque retornó al equipo tatengue a mediados de 2007, en calidad de préstamo por 1 año. A mediados de 2008, una vez finalizado el préstamo, retornó a la entidad rosarina.
Posteriormente integró el plantel Curicó Unido, recientemente ascendido por primera vez en su historia a la Primera División de Chile. En el equipo chileno tuvo un buen desempeño, lo que lo llevó al fútbol australiano, más precisamente al Adelaide United. Rápidamente se convirtió en una de las estrellas de la liga australiana, marcando 8 goles en 31 partidos con los Reds, hecho que le sirvió para ganar el Johnny Warren Medal como mejor jugador de la A-League, el Extranjero del Año de la A-League y ser elegido como parte del Equipo de la Temporada de la A-League 2010-11. Luego de una temporada en China, volvió a Australia, para defender al Melbourne Victory, Central Coast Mariners y Newcastle United Jets.
En 2015 fue transferido al Jacksonville Armada de la NASL estadounidense. En Estados Unidos jugó 22 partidos y anotó 2 goles.
El año siguiente regresó a Curicó Unido. En su segunda etapa en el cuadro albirrojo, jugó 8 partidos y anotó un gol (frente a Deportes Concepción), en una campaña que acabó con el club como subcampeón del torneo de la Primera B.
Después emigró a la Superliga de Indonesia para jugar en Persib Bandung y en Bali United. Luego de tomarse un año sabático, a principios de 2019 se incorporó a Adelaide City.

## Clubes
| Club                   | País           | Año       |
| ---------------------- | -------------- | --------- |
| Unión de Santa Fe      | Argentina      | 2004-2006 |
| Newell's Old Boys      | Argentina      | 2006-2007 |
| Unión de Santa Fe      | Argentina      | 2007-2008 |
| Newell's Old Boys      | Argentina      | 2008      |
| Curicó Unido           | Chile          | 2009      |
| Adelaide United        | Australia      | 2010-2011 |
| Henan Jianye           | China          | 2011-2012 |
| Melbourne Victory      | Australia      | 2012-2013 |
| Central Coast Mariners | Australia      | 2013-2014 |
| Newcastle United Jets  | Australia      | 2014      |
| Jacksonville Armada    | Estados Unidos | 2015      |
| Curicó Unido           | Chile          | 2016      |
| Persib Bandung         | Indonesia      | 2016      |
| Bali United            | Indonesia      | 2017      |
| Adelaide City          | Australia      | 2019      |

## Palmarés

### Distinciones individuales
| Distinción            | Año       |
| --------------------- | --------- |
| Medalla Johnny Warren | 2010-2011 |